# Junker
Se denomina en alemán: Junker, pronunciado /ˈjʊŋkɐ/ⓘ (del bajo alemán medio Juncherre, Junger Herr, Señorito) a los miembros de la antigua nobleza terrateniente de Prusia que dominó Alemania a lo largo del siglo XIX y principios del siglo XX. Los Junker poseían grandes propiedades rurales donde también vivían y trabajaban campesinos con muy pocos derechos y/o recursos económicos. Originalmente constituían un importante sector político, social y económico en Prusia y, después de 1871, también en el liderazgo político, militar y diplomático del Imperio alemán. Uno de los Junker más famosos fue el canciller Otto von Bismarck.

## Historia
Pertenecientes a Prusia en su mayoría, surgieron de la baja nobleza y siguieron las tradiciones de la aristocracia alemana, donde el primogénito se llevaba toda la herencia y los demás hijos eran enviados al ejército o la iglesia, en tanto que a las hijas se les buscaba el mejor marido posible. Así, muchos clanes lograron reunir grandes fincas y un gran poder a través de sus numerosas, y bien situadas, conexiones familiares. Su influencia política se extendió desde la época del Imperio alemán (1871-1918) hasta la República de Weimar y la Alemania nazi. Se decía que «si Prusia gobernaba Alemania y los Junker dominaban Prusia, estos también dominarían el Imperio alemán a través de Prusia».
De aquellos que pertenecían a la élite Junker, destacaron personajes tan influyentes como el canciller y estadista Otto von Bismarck, el militar y posterior Reichspräsident de Alemania Paul von Hindenburg y el destacado mariscal de campo Gerd von Rundstedt. Algunos Junker constituyeron una especie de camarilla alrededor del presidente von Hindenburg en 1932-1933 y jugaron un importante papel en la Machtergreifung o toma del poder por los nazis.
La Segunda Guerra Mundial significó no solo la pérdida de la base territorial de la casi totalidad de sus posesiones tradicionales, sino que también les llevó al borde de la desaparición. Según un estudio realizado entre cerca de nueve mil Junker, más de la mitad habían muerto combatiendo y otro 15 % asesinados en 1945. Del resto, unos quinientos fallecieron en prisión y otros quinientos se suicidaron, además de los cincuenta y ocho que habían sido ejecutados por el régimen nazi por haber participado o colaborado en el atentado del 20 de julio de 1944 contra Adolf Hitler. Solo un 15 % logró sobrevivir.
En los últimos meses de la contienda muchos aristócratas huyeron de sus propiedades en la Prusia Oriental y Pomerania ante el avance del Ejército Soviético. Tras el final de la guerra, aquellos que no habían huido, fueron expulsados de los territorios orientales (Prusia Oriental y Occidental, Pomerania y Silesia) que Alemania perdió tras la contienda como consecuencia de los acuerdos entre los aliados. Posteriormente, en los territorios bajo administración de la República Democrática Alemana (RDA) —que correspondía a la mayor parte de Prusia— se prohibió la posesión de tierras que superasen un cierto tamaño, lo cual supuso el fin de esta nobleza terrateniente.